# Prostanthera ovalifolia
Répartition géographique
Espèce
Synonymes
- Prostanthera atriplicifolia A.Cunn.[1]
- Prostanthera latifolia (Benth.) Domin[1]
- Prostanthera ovalifolia var. latifolia Benth.[1]

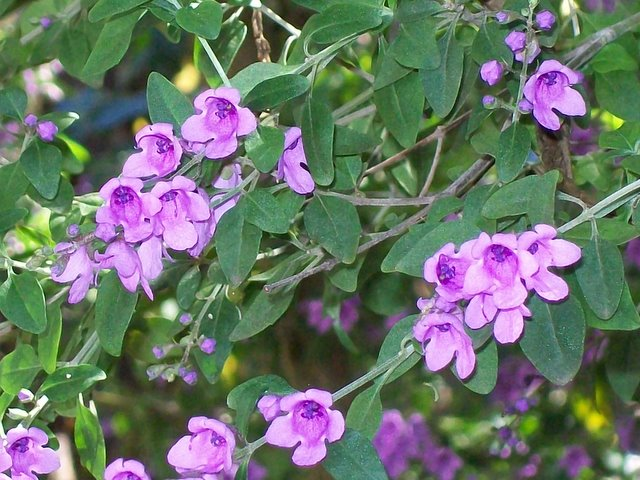
Fleurs et feuilles.

Prostanthera ovalifolia, appelée « menthe australienne », est une espèce de plantes à fleurs de la famille des Lamiacées. C'est une des 90 espèces endémiques d'Australie du genre Prostanthera. C'est un arbuste très ramifié qui peut atteindre jusqu'à 4 mètres en hauteur et qui possède des feuilles rondes vert sombre mesurant 5 à 40 mm en longueur et 3 à 10 mm en largeur. Prostanthera ovalifolia se rencontre dans les forêts sclérophylles humides ou sèches, généralement sur du grès. Ses fleurs mauves ou violet foncé apparaissent entre aout et novembre en Australie. 
Sa répartition naturelle comprend le Queensland, la Nouvelle-Galles du Sud et le Victoria.